# Brodmannarea
En Brodmannarea är ett område i hjärnbarken som avgränsas från omkringliggande områden baserat på hjärnbarkens olika struktur. Brodmannareorna var ursprungligen beskrivna av den tyske neurologen Korbinian Brodmann. Områdena i den mänskliga hjärnan är numrerade från 1 till 52.
Sättet att dela in hjärnan i de olika områdena med specifika förmågor för varje område (exempelvis att synen primärt finns i BA 17) har blivit mycket kritiserat av forskare som har en mer holistisk syn på hjärnans uppbyggnad.

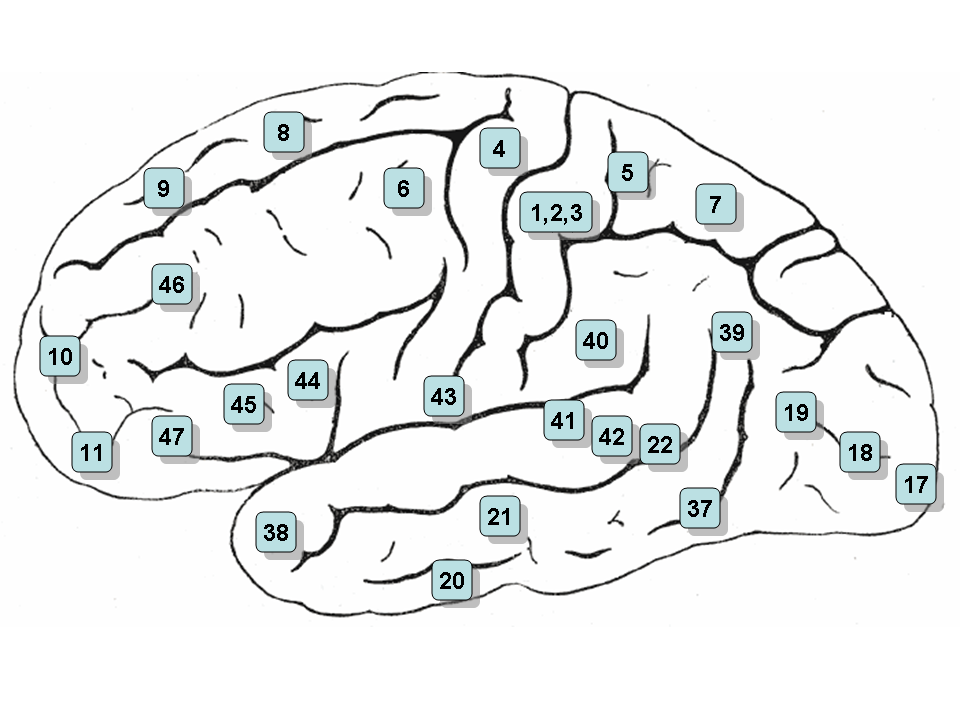
Vänster hemisfär från vänster

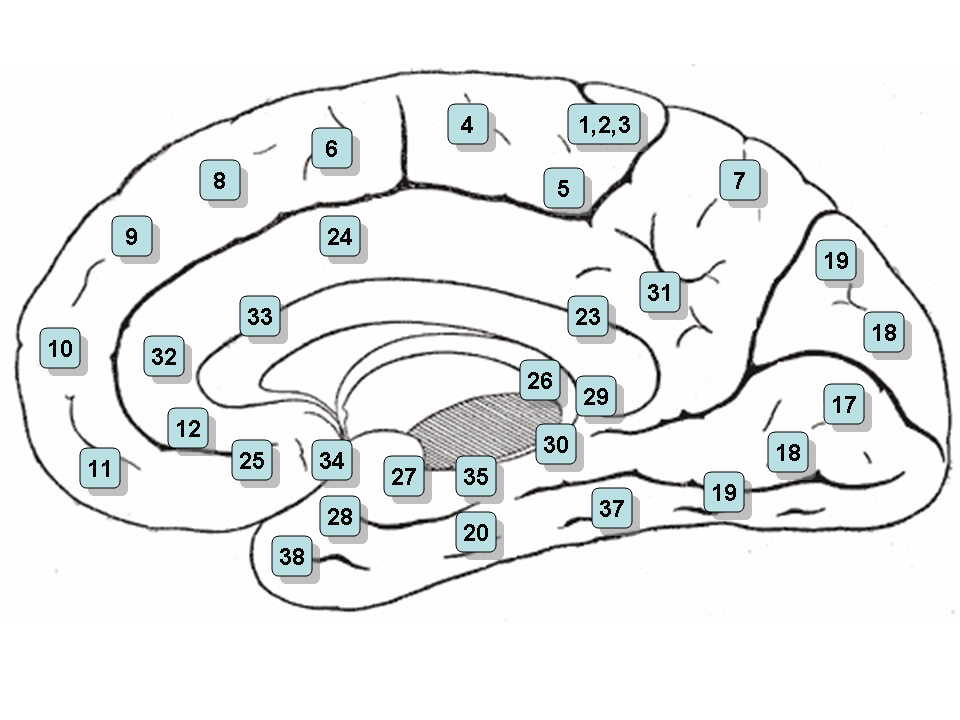
Höger hemisfär från insidan

- Wikimedia Commons har media som rör Brodmannarea.